# Kotkat SeMK Seinäjoki
Kotkat SeMK Seinäjoki – fiński klub żużlowy z Seinäjoki.

## Historia klubu
W 1926 roku został założony klub motocyklowy Ostrobotnii Południowej z siedzibą w Seinäjoki. Od momentu powstania był członkiem fińskiej federacji motocyklowej. Początkowo klub miał 16 członków, jednak zdobywane doświadczenie w organizacji zawodów, przyczyniło się do tego, że jest to jeden z najbardziej utytułowanych klubów żużlowych w kraju tysiąca jezior. Drużyna Orłów dziesięciokrotnie zwyciężyła rozgrywki o drużynowe mistrzostwo Finlandii, ostatnio w 2013 roku.

## Kadra w sezonie 2015
| imię i nazwisko | nar.      |
| --------------- | --------- |
| Juha Hautamäki  | Finlandia |
| Tero Aarnio     | Finlandia |
| Jooa Partanen   | Finlandia |
| Mika Loppi      | Finlandia |